# Kingswood, Surrey
Kingswood är en ort i distriktet Reigate and Banstead, i grevskapet Surrey, i England. Kingswood var en civil parish 1866–1974. Civil parish hade 3 606 invånare år 1951.